# Эхириты
Эхири́ты (бур. Эхирэдүүд, среднемонг. Ихирэс, Икирес) — этническая группа (племя) в составе бурятского народа. Племя эхиритов было одним из самых крупных бурятских племён в XIII—XVII вв., кочевавших на территории Прибайкалья. Эхириты проживали в верховьях рек Лены и Куды. Впоследствии они переселились на территорию современной Бурятии. До вхождения в состав Российского государства, эхириты, как и все бурятские племена, вели кочевой образ жизни. С конца XVIII в. эхириты начали переходить к оседлости и земледелию.

## Название
Слово эхирит — множественное число от слова «эхир», «двойняшки» на бурятском языке. Буряты говорят о братьях-двойняшках «эхир хүбүүд». У самих бурят имена эхирит и булагат неразлучны, в народных легендах родоначальники этих родов представляются братьями-близнецами.
В «Сокровенном сказании монголов» данный этноним отражен в форме ихирэс, икирес. В литературе также встречаются следующие варианты: ихирит, ихэрэс, ихэрис, ихэрс, икирис, икирас, инкирас, икиреж, эхирши, эхирид, ихирид, ихирэд, эхэрэд, эхирэд, эхэршэ.

## Устные предания о происхождении
В устных преданиях и исторических памятниках упоминаются такие имена, как Асуйхан, Бурядай, Барга-Батор, Баргудай-Мэргэн и др. Известным мифическим персонажем бурятских генеалогических мифов является Бурядай — сын шаманки Асуйхан, брат Хоридоя, отец Ихирида (Эхирита) и Булгада (Булагата). В их именах отражены древние этнонимы бурят, хори, эхирит и булагат. Как полагают исследователи, Бурядай является фонетическом вариантом имени Буртэ-Чино, легендарного предка монголов.
По легенде, Эхирит появился из волн Байкала, и от него пошли потомки с тотемом «пёстрый налим». В своих призываниях эхиритские шаманы говорят: «Пёстрый налим — отец наш, береговая расщелина — мать наша».
Существует несколько вариантов общебурятского генеалогического древа. Старшим персонажем этого древа является Баргу-батор / Барга-батур. Сыновьями Барга-батура являются Оледай (Олёдой), Бурядай и Хоридай. Их имена также известны как Илюдэр-тургэн (Элюдэй), Гур-Бурят и Хоридой-мэргэн.
В имени Оледая отражен значимый ойратский пласт в этногенезе бурят, к которому исследователи относят такие роды, как сэгэнут, икинат, зунгар, букот, ноёт, хурумчи, дурлай, торгоут и др.
В имени Барга-Батора прорисовывается персонифицированный этноним баргут. Персонификация этого этнонима встречается и в истории золотого рода. Согласно «Сокровенному сказании монголов», Алан-гоа была дочерью Хорилартай-Мергана от Баргучжин-гоа, дочери Бархудай-Мергана.

## История
Согласно Ф. А. Кудрявцеву, булагаты, эхириты и хори являются древними обитателями Прибайкалья. Он связывает их со средневековым населением Баргуджин-Тукума, о котором встречаются упоминания, как о «лесных племенах» — хойин-иргэн. По А. С. Шабалову, эхириты имеют сяньбийско-хуннуское происхождение.
Среди исследователей широко распространено мнение, согласно которому эхириты являются потомками икиресов. Альтернативная точка зрения высказана А. С. Шабаловым, который видит в эхиритах потомков кереитов. Как полагает А. С. Гатапов, на рубеже VI—VII вв. эхириты (икиресы) вместе с Буртэ-Чино переселились на берега Онона. Оставшиеся, согласно утверждению профессора Н. П. Егунова, участвовали в уч-курыканском племенном союзе. Позже во времена возвышения в Центральной Азии монголоязычных киданей, по А. С. Гатапову, часть эхиритов вернулась на свои исконные земли в Прибайкалье.
С X в. в Западное Прибайкалье начинают проникать значительные группы монголоязычного населения из Центральной Азии. Одной из таких групп была часть племени икирес, распространенного в восточной части Монголии. Икиресы, проникнув в Прибайкалье в XI—XII вв. сплотили вокруг себя территориальную верхоленскую группу населения. Как полагают учёные, эхиритская генеалогия, если учитывать роль икиресского звена начала формироваться на рубеже I и II тысячелетий.
С возникновением Монгольской империи происходят значительные изменения в этнической картине. В регион проникают группы беженцев из Центральной Азии. В числе прочих в Прибайкалье вновь проникают икиресы, которые послужили толчком формирования из территориальной общности демосоциального организма — большого племени икирес ~ эхирид. Эхириты в дальнейшем с верховьев Лены распространяются к югу, в верховья Куды.
Местами расселения эхиритов в XVII в. были верховья Куды на юге, верховья Лены, долины её верхних притоков вплоть до впадения в р. Лену р. Тутуры. Часть эхиритов также осела в пределах западного побережья Байкала и Ольхона. Ряд эхиритских родов впоследствии переселился на территорию Кударинской степи, Баргузинской и Селенгинской долин.
В начале XVII в. самостоятельными родственными народами, по существу, были булагаты (в т. ч. харануты), эхириты, хонгодоры, сэгэнуты, икинаты, ашибагаты, тэртэ, шошолоки и др. Все эти общности под влиянием внешнего фактора ускорили процесс сближения, который проходил в течение всего периода позднего средневековья. Выражением существования того процесса является наличие общего этнонима бурят, известного не только самим бурятам, но и тюркским народам Саяно-Алтая и монголам.
Вокруг булагатов и близких им эхиритов к концу XVII в. в Прибайкалье сформировался новый этнический организм — западнобурятский этнос, с присоединением к которому хори, разрозненных селенгинских племён и других родоплеменных групп образовался в дальнейшем бурятский этнос.

### Шоно

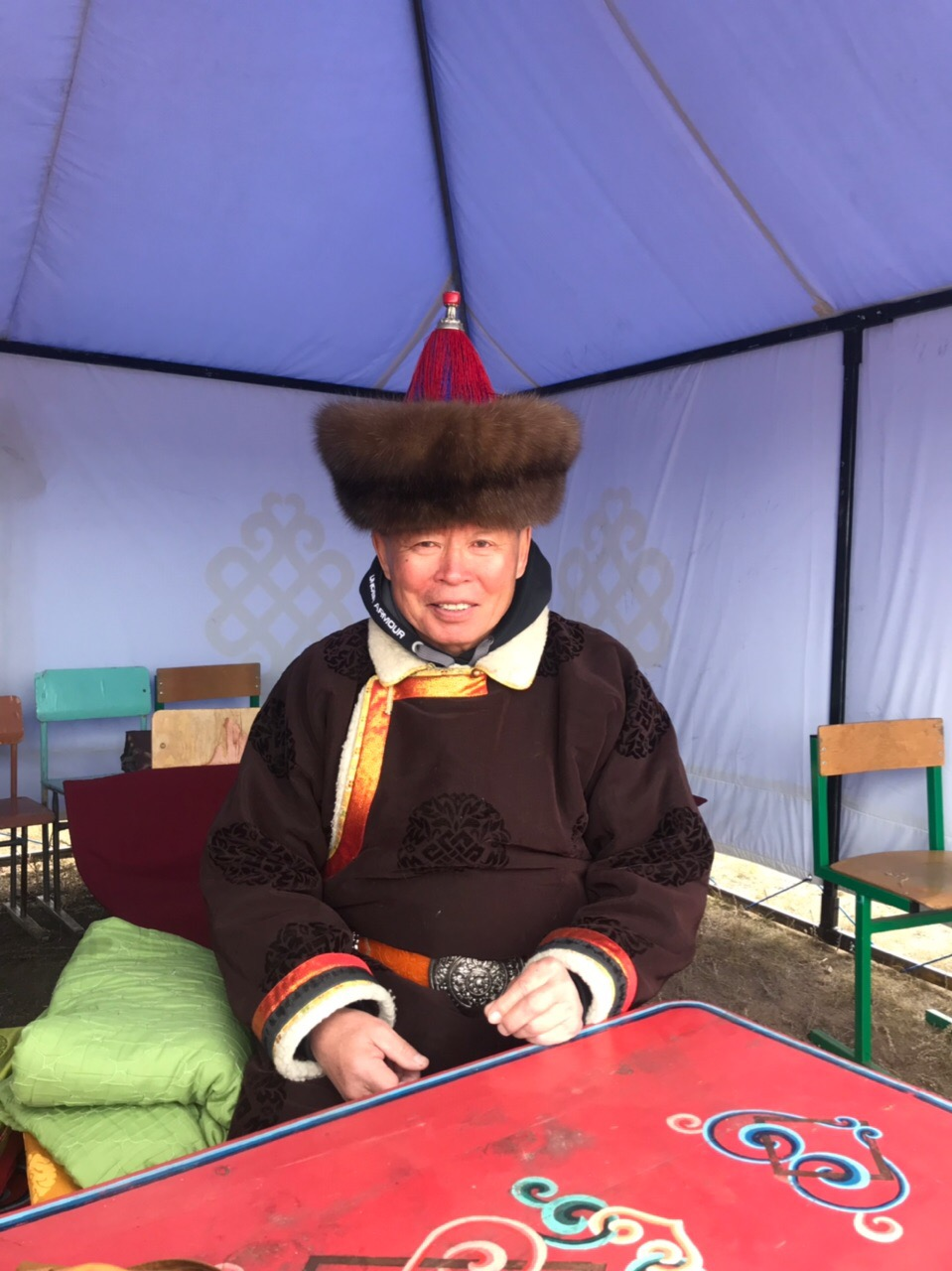
Эхирит-бурят. Представитель рода адаг-шоно.

Одним из крупнейших родов в составе эхиритов является род шоно. Этноним шоно, как полагает Д. Д. Нимаев, имеет отношение к сяньбийским чину, о связи которых с многочисленными современными монгольскими чиносцами указывает Г. Сухбаатар. Как полагает Б. З. Нанзатов, распространение этнонима среди бурят относится к сяньбийской традиции и имеет сяньбийские корни. К тому же шоно — это самое многочисленное малое племя бурят. По мнению исследователей, шоносцы стали катализатором монголоязычия эхиритов в целом. Б. Р. Зориктуев полагает, что фактором монголоязычия прибайкальского региона послужило прибытие на эти земли древнего монгольского племени буртэ-чино.
Некоторые исследователи полагают, что во времена курыкан часть чинос, называемая икиресами, перешла Байкал и поселилась на территории Северо-Восточной Монголии. Данное переселение другие отождествляют с легендой о Буртэ-Чино, который вместе с супругой Гоа-Марал переплыл море Тенгис и поселился у берегов реки Онон, на горе Бурхан-Халдун. Ряд авторов полагает, что к чинос также восходили родственные эхиритам булагаты. Монгольский историк Д. Гонгор считал, что из рода чонос ответвились кияты и борджигины.

### Икиресы
Эхириты — потомки икиресов, племени, упоминаемого в «Сборнике летописей» Рашид ад-Дина и в «Сокровенном сказании монголов» (параграфы 120, 129, 141, 202). Икиресы входили в дарлекин-монгольскую общность средневековых коренных монголов. Согласно «Сборнику летописей», они родственны таким племенам, как хонгират, олхонут, харанут, кунклиут, горлос и элджигин. Из «Сборника летописей» известно, что древний юрт племени икирес располагался по соседству с улусом Хачиуна, брата Чингисхана. Часть икиресов под предводительством Бутук-хана присоединилась к Чингисхану, другая — к его побратиму Джамухе.
Икирас, предок икиресов, имел следующее происхождение: Золотой сосуд (басту-и заррин) → Кубай-Ширэ → Икирас. Рашид ад-Дин добавляет следующее: «человек, от которого произошли на свет те сыновья, был от природы умный, совершенный [по качествам], отличающийся весьма хорошими манерами и образованием. Его уподобили золотому сосуду прежде всего потому, что это выражение употребляется у монголов, ибо они имеют обычай, видя государя, говорить: «мы видели золотое лицо государя!», имеют же в виду [его] золотое сердце».
Согласно «Сокровенному сказанию монголов», когда Тэмуджин решил основать собственный улус отдельно от своего побратима Джамухи, одним из первых присоединившихся к Тэмуджину был Буту из племени икирес, «который состоял здесь в зятьях». При этом среди монгольских предводителей, которые возвели Джамуху в Гур-ханы, упоминается икиресский Tyгe-Маха.
Около 1184 года Тэмуджин выдал свою сестру Темулун за Буту, который приходился братом её матери Оэлун; после брака Буту получил приставку к имени гургэн, т. е. «зять». Согласно Джеку Уэзерфорду, детей у Темулун не было. Около 1202 года, уже после смерти Темулун Тэмуджин выдал за Буту-гургэна свою старшую дочь Ходжин-бэги (Фуджин-беги). От Буту у Ходжин-бэги был сын по имени Дарги-гургэн; за него Чингисхан сосватал одну из своих дочерей Джабун.
Известно, что в 1206 г. (год Барса) Буту-гургэн вошёл в число 95 нойонов-тысячников. По Рашид ад-Дину, так как Буту-гургэн «был уважаемым [лицом] и от чистого сердца служил Чингиз-хану, тот препоручил ему все войско, бывшее из племени икирас. Он сам определял эмиров тысяч по докладу [о том Чингиз-хану]. Всего войска их было девять тысяч».
Согласно 129-му параграфу «Сокровенного сказания монголов», икиресы Мулхэ-Татаха и Боролдай, будучи в ставке Джамухи, предупредили Тэмуджина о грядущей опасности со стороны войск Джамухи. За это Джамуха приказал сварить в семидесяти котлах княжичей из рода чонос. Шоно (чонос) в настоящее время является одним из крупнейших эхиритских родов.
То, что икиресы предупредили Тэмуджина, объясняют родственной связью икиресов и борджигинов. Культ родственной связи, пронизывавший все нормы морали и нравственности, был, по мнению исследователей, чуть ли не единственным побудительным мотивом в подобных ситуациях. Согласно одной из теорий, Бортэ-Чино, предок Чингисхана, был соплеменником икиресов. Одним из фактов, указывающих на родство Бортэ-Чино с икиресами, является то, что имя Бортэ-Чино — аналог эхиритских родовых групп хамнай-шоно, борсой-шоно, оторшо-шоно, шубтхэй-шоно, тументэй-шоно, буга-шоно, ехэ-шоно, бага-шоно и т. д.
Рашид ад-Дин данное событие объясняет тем, что в ставке Джамухи находился Нэкун, отец Буту-гургэна. Так как его сын состоял при Чингисхане, он имел к нему расположение. Именно Нэкун, согласно «Сборнику летописей», решил передать предупреждение Чингисхану через двух человек из племени барулас, Мулкэ и Тотака.
Известно, что в дальнейшем внук Чингисхана Мунке женился на представительнице племени икирес. Его старшей женой была Кутукуй-хатун, дочь Улудая, сына Бука-гургэна (Буту-гургэна) из племени икирес, который был зятем Чингисхана. От этой жены Мунке-хан имел двух сыновей, старшего — Балту и младшего — Уренгташа. У Уренгташа было два сына, старшего звали Сарабан. От этой же жены Мунке хан имел дочь по имени Баялун и отдал её в жены царевичу Джавкурчину, который приходился братом Улудаю.
В противостоянии Хубилая и Ариг-Буги в числе поддержавших Хубилая наряду с Хулагу упоминаются Начин-гургэн и Даракан-гургэн из племени икирес.

### Икиресы в составе «пяти больших аймаков»
Как пишет А. Очир, Чингисхан отдавал предпочтение пяти аймакам (племенам), заслуга которых была не только в создании Великого Монгольского государства, но и в войнах. Их называли «пятью опорами» или пятью большими аймаками. Это были уруты, мангуты, джалаиры, хонгираты и икиресы. Особую роль они сыграли в войне с империей Цзинь (Золотой империей чжурчжэней), главу которого монголы называли Алтан-хан.
В 1217 г. Чингисхан велел Мухулаю организовать войска «тамачи пяти дорог» за счет отбора из этих аймаков сильных и крепких воинов. Так появились войска-тамачи, которых рассылали по разным местам. В наступлениях они должны были находиться в авангарде войск, а с захватом объектов, т. е. городов и мест, на них возлагались охранные функции. Чингисхан и его преемники определили пяти аймакам близлежащие земли — Далай-Нур, реки Лууха за Гоби, Желтая (Хуанхэ), город Шанду и территории к северо-востоку от Пекина.
В период империи Юань этим аймакам вменялось в обязанность готовить довольствие для ханского дворца. Являясь слугами дворца, аристократы этих аймаков нередко имели и родственные связи с представителями золотого рода: их дочери выходили замуж за великих ханов и нойонов, или предводители аймаков брали жен из рода Чингисхана. Так, представительницы рода хунгират получили титул «хатун» от великих ханов Чингиса, Мунхэ и Хубилая. Их же брали в жёны и Улзийт, Хайсан Хулэг, Буянт и другие. Благодаря своим близким отношениям с монгольскими великими ханами правители аймаков наделялись титулами ван от ханов Юаньского государства, в связи с чем их именовали «аймаками пяти ванов». Таким образом, следует полагать, что два слова — таван и ван — образовали название тавнан (tabun + wang>tabunang). Тавнан относилось изначально лишь к правителям названных выше пяти аймаков. Иными словами, под таван ван (пять ванов) или тавнан подразумевали лишь нойонов урутского, мангутского, джалаирского, хунгиратского и ихиритского аймаков, которые брали жен из рода чингизидов и становились их зятьями.

### Кэрэмучины
В «Сборнике летописей» Рашид ад-Дина также упоминается племя кэрэмучины (керемучины). Этимология данного слова отличается: кэрэмучин происходит от слова «хэрмэн» и означает «ловец белок». Согласно Г. В. Ксенофонтову, по аналогии с булагат — булагачин (буквально — «соболевщики») кэрэмучин — охотничье прозвание эхиритов. По монгольски белка — хэрмэн, данное слово весьма созвучно с «э-хэрит», а отсюда один шаг до «хэрмэчин» или «кэрэмучин». В составе эхиритов значится род хэрмэ (хэрмэшин, кырма), который, по мнению Б. З. Нанзатова, имеет очевидное отношение к средневековым кэрэмучинам.

## Современность
Современные эхириты в основном проживают в Эхирит-Булагатском, Баяндаевском, Боханском, Осинском, Аларском, Нукутском, Ольхонском и Качугском районах Иркутской области. Также эхиритские роды встречаются на территории Иволгинского, Баргузинского, Курумканского, Кабанского и Селенгинского районов Республики Бурятия.
Во Внутренней Монголии проживают представители родов: ихирэг, ихирэс, ихирэд, хэрэмучин. В Монголии известны носители родовых фамилий ихирэс, ихир, ихэр, ихэр боржигон, ихэр монгол, ихэрт, ихэрүүд, ихэрч, ихэрчүүд, хэрэмчин, хэрэмч, хэрэм.

## Эхиритские роды

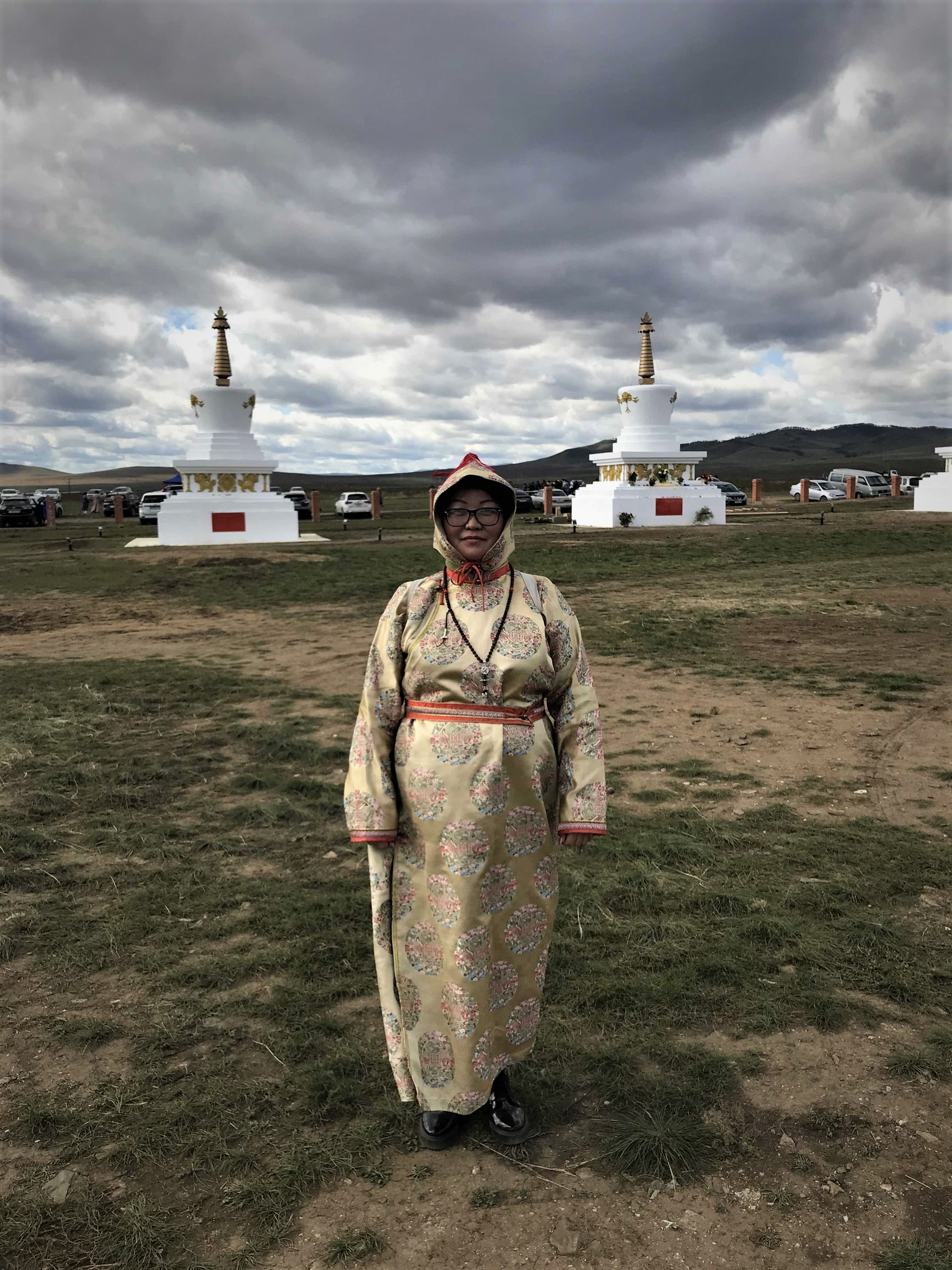
Эхиритка. Представительница рода согол-шоно.

В состав эхиритов входят следующие основные роды: абзай, баяндай, бура, олзон (ользон, олзойтон), хэнгэлдэр (һэнгэлдэр, хэнгэлдыр, сэнгэлдыр), шоно, нэхэлэй. Также упоминаются абагануд, басай, балтай, бахай, буян, готол, содо, тогто, хадалай, хамнагадай, харбат (харбатай), хойбо, худагсаган, хэрмэ (хэрмэшин, кырма), нохой, булуй (булюй, булюу, булю ураг), бохолдой, хонхо, нагатай, эдэгэ, убуша, зугэтэн, халзуудай. Эхиритское происхождение также имеют роды, примкнувших к готолам: аргасан (аргаhан): мондохой ураг (мондой), саган ураг; абаши (абаша); hахай ураг. Роды аргасан и абаши по отцовской линии восходят к эхиритскому роду тогто. Һахай ураг восходит к эхиритскому роду олзон.
Родословная эхиритского племени начинается с героя по имени Эхирит. Промежуточное положение между Эхиритом и родовыми предками занимают некоторые генеалогические предки, являющиеся связующим звеном между племенными и родовыми этнонимами. К ним относят сына Эхирита Зонхи, а также сыновей Зонхи: Һэрhэлдэй (Һэрhэлдээ) и Алагтай (Хэрхэн, Һэрхэгтэ). Һэрhэлдээ называют отцом Хэнгэлдэра. Алагтай (Хэрхэн, Һэрхэгтэ) был мужем Абзай. Большой и малый абазаевы роды происходят от сыновей Абзай: Һэрхэгтэ (Амар) и Һэрхэ (Абай). Потомки Һэрхэгтэ (Амара) образовали старший — I абазаев род, а потомки Һэрхэ (Абая) образовали младший — II абазаев род. Другие сыновья Зонхи: Шоно и Худагсаган (Хуудаг Сагаан) стали родоначальниками одноименных крупных родов. Также приводят имя еще одного сына Зонхи — Малзай (Малаан).
Роды в свою очередь подразделяются на родовые группы:
Абзай. Род абзай делится на кости: найта, онгой, балтуга (балтага), боохолдой, хүзүү абзай, хузуухэн-абзай, баршегад-абзай, булагтай. Род булгад (булагад), проживающий на территории Баргузинской долины в Бурятии образовался в результате объединения кости булгад, принадлежавшей роду абзай, с ответвлениями рода шоно: богол, согол, нетун (нэтуг). По номерному признаку род абзай делится на I (ехэ-абазай) и II (бага-абазай) абазаевские роды.
Бахай. Род бахай включает ветви: баахай дайнша, баахай харамалгай.
Баяндай. Род баяндай включает следующие кости: тохой, балтай, боболой. В составе рода баяндай упоминаются уруки (ураки): шардай ураг, хуйлэн ураг.
Бура. Род бура подразделяется на баруун буура, зүүн буура. Также в составе рода бура значатся следующие уруки (ураки): хаза ураг, хадаа ураг, хаби ураг. В состав верхоленских буровских административных родов входили племена буура (бура), булюу (булю ураг, булуй), минган (мингараг), абхай, хойбо, сохранявшие общую идентичность как баруун буураhууд. В состав группы баруун буураhууд также входят роды: алаг, туймэр. По номерному признаку род бура делится на I, II, III, IV, V и VI буровские роды.
Буян: I, II и III буяновские (буянские) роды.
Олзон. В состав рода олзон входят ветви: hахай ураг, обхой, улахай (улаахан олзон), ханхай, ахурга, баянгаза, тураха, хаптагай, багдал, харал, шабаг (шабагтан), тураахи, ханхаажан, моной, олзон бахи, олзныхон. В административный род олзонов также входили булгат и ашебагат.
Тогто: аргасан и абаши. В составе рода аргасан известны ветви: мондохой ураг (мондой), саган ураг.
Хойбо. В составе рода хойбо выделяют следующие ветви (улусы, ураки, уруки): хаал, энхээльжэн (энжэльжин), шушуу ураг, бухэ, худөө, шанаа, матуушха ураг (матууша ураг).
Хэнгэлдэр. В состав рода хэнгэлдэр входят ветви: хазуухай, хадалай, буура, бугдан, хамнагадай, хангаажан (хангажан, хангажин), булюу, болой, ходой, зухэ (зухэл), номол (элhэнэй номол), ооли, харбад (hарбад, сарбадай), ехуу эсэгэ барбинша (борбиншо), нэхэлээ, хабю, нашан, эмхэн, шоодой, оншоо ураг, hэнгэлдэр-сагаан, содой, хэрмэ (хэрмэшин), бирту, арьбигтай. В состав баргузинских хэнгэлдыров входят следующие ответвления: хонхой, хадалай, хазухай, ульдэй, содой, ухан, номол, екуй (еэхуй), уули (ули, оли, ооли), hэнгэлдэр-сагаан. В составе баянгольских хэнгэлдыров упоминаются эсэгэ ураг, хонхо, барабиша. По номерному признаку род хэнгэлдэр делится на I и II хэнгэлдэровские (хенхедурские, чиндыльдурские) роды.
Шоно. В состав рода шоно входят ветви: хамнай-шоно, басай-шоно, борсой-шоно, бурлай-шоно, оторшо-шоно (оторши-шоно), шубтхэй-шоно (шибтүхэй-шоно, шубтэхэ-шоно, сабтуухай-шоно), тументэй-шоно (тумэнтэй-шоно), обхой-шоно, буга-шоно, ехэ-шоно, бага-шоно (бисэгэн-шоно), богол-шоно (босогол-шоно), согол-шоно (соогол-шоно), нетун-шоно (нэтуг-шоно), таанууд-шоно, балтай-шоно, эмхэнууд, заяахай, ураг стаариг, хайтал, адаг-шоно, гильбира (гэльбэрэ), янгажин, баянгол, абазай, цоогол абазай, баяндай-шоно, хэнгэлдэр-шоно, олзон, аадаг-хамнай-шоно, харал-шоно, хонхо-шоно, онходой-шоно, боро-шоно, улан-шоно, уха-шоно, яртага, хаядул, хурэн, найрай, бага-орла (бага-шоно), сочуль (соогол), хайтель (хайтал), сборный, галзутх (галзут). Также упоминается ветвь рода хамнай-шоно — зуhэдээ-шоно (зухэдэй-шоно, зуhэдэй-шоно). По номерному признаку род шоно делится на I, II, III, IV, V и VI шоноевские (чернорудские) роды.
Эхириты в составе селенгинских бурят. В летописи "История возникновения шести селенгинских родов" упоминаются десятки, которые были объединены в отоки-роды. В первый оток Шоно (Чонорудский) эхиритского аймака входило три десятка: гильбиринская "десятка" шоно, абзайская "десятка" шоно, харганатская "десятка" шоно; второй оток Шоно включал в себя удунгинских, баянгольских эхиритов, темникский десяток; олзоны Дээдэ (Верхнего) Оронгоя, загустайские олзоны, баяндай, хэнгэлдэр составляли Ользоновский оток.
В состав иволгинских бурят входят следующие эхиритские роды: шоно, абазай, олзон, баяндай, балтай, хэнгэлдур. Род шоно представлен подродами: хамнай-шоно, согол-шоно, борсой-шоно, найрай. Согол-шоно в свою очередь представлен ветвью адаг-шоно. Хамнай-шоно представлен поколением дунууд, борсой-шоно — поколением буянтай. В составе олзонов Иволгинского аймака отмечены следующие поколения: улахай, ханхай, ахурга, баянгаза, тураха, хаптагай; в составе рода хэнгэлдур: бирту. В родословных оронгойских олзонов отмечены ветви: улаахан олзон, багдал, харал олзон, моной.
Эхириты за пределами РФ. Во Внутренней Монголии проживают представители родов: ихирэг, ихирэс, ихирэд, хэрэмучин. В Монголии известны носители родовых фамилий ихирэс, ихир, ихэр, ихэр боржигон, ихэр монгол, ихэрт, ихэрүүд, ихэрч, ихэрчүүд, хэрэмчин, хэрэмч, хэрэм.
Название некоторых крупных родов на бурятском языке:
Абаганууд, Абазай, Басай, Балтай, Бахай, Баяндай, Буура, Буян, Готол, Ользон, Тогто, Хадалай, Хамнагадай, Харбатай, Һэнгэлдэр, Шоно.